# Polymorphus gavii
Polymorphus gavii är en hakmaskart som beskrevs av Hokhlova 1965. Polymorphus gavii ingår i släktet Polymorphus och familjen Polymorphidae. Inga underarter finns listade i Catalogue of Life.